# Stuart Garson

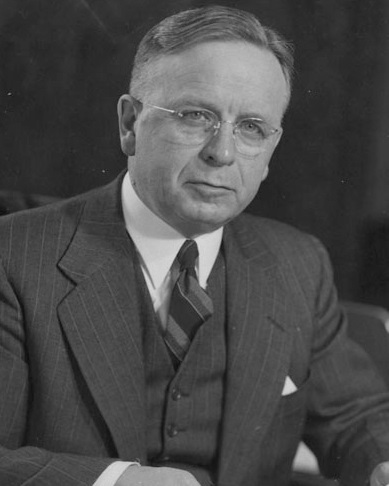
Stuart Garson

Stuart Sinclair Garson, PC, CC, KC (* 1. Dezember 1898 in St. Catharines, Ontario; † 5. Mai 1977 in Winnipeg, Manitoba) war ein kanadischer Politiker. Er war von 1927 bis 1948 Abgeordneter der Legislativversammlung von Manitoba. Nachdem er der Regierung von John Bracken angehört hatte, regierte er die Provinz vom 14. Januar 1943 bis zum 13. November 1948 als Premierminister. Während dieser Zeit war er auch Vorsitzender der Manitoba Liberal Party. Anschließend war er bis 1957 Abgeordneter im Unterhaus sowie Justizminister Kanadas.

## Biografie
Garson zog 1901 mit seinen Eltern von Ontario nach Manitoba. Er studierte Recht an der University of Manitoba und schloss 1918 als Bachelor of Laws ab. Anschließend führte er bis 1928 in Ashern eine Kanzlei. Daneben amtierte er von 1926 bis 1930 als Administrator der Gemeinde Woodlea. Als Mitglied der Progressive Party of Manitoba kandidierte er im Juni 1927 bei der Wahl zur Legislativversammlung von Manitoba und wurde im Wahlkreis Fairford gewählt. Viermal in Folge gelang ihm die Wiederwahl (ab 1932 als Vertreter der Liberal-Progressive Party, einer Koalition mit der Manitoba Liberal Party).
In den ersten Jahren als Abgeordneter war Garson zunächst ein Hinterbänkler, bis ihn Premierminister John Bracken im September 1936 zum Finanzminister ernannte. Zusätzlich war er ab November 1940 der für die Manitoba Power Commission zuständige Minister und ab Mai 1941 auch Minister für die öffentlichen Versorgungsunternehmen (beides bis Februar 1944). Als Bracken in die Bundespolitik wechselte, trat Garson am 14. Januar 1943 dessen Nachfolge an und wurde als Premierminister vereidigt. Gleichzeitig übernahm er die Leitung des für die Beziehungen zur Bundesregierung zuständigen Ministeriums.
Unter Garson war die Provinzregierung etwas interventionistischer. Sie baute rasch die Elektrizitätsversorgung in ländlichen Gebieten aus und bemühte sich aktiv darum, die aus dem Zweiten Weltkrieg heimkehrenden Soldaten wieder in die Wirtschaft einzugliedern. Forderungen der sozialistischen CCF nach Programmen im sozialen Wohnungsbau lehnte sie hingegen ab. Trotz zahlreicher Investitionen in den Straßenbau verzeichnete das Provinzbudget kleine Überschüsse.
Auf Wunsch des kanadischen Premierministers Louis Saint-Laurent wechselte auch Garson in die Bundespolitik. Er trat am 13. November 1948 als Regierungschef Manitobas zurück. Zwei Tage später wurde er zum Justizminister und Attorney General Kanadas ernannt. Am 20. Dezember 1948 gewann er als Kandidat der Liberalen Partei Kanadas eine Nachwahl im Wahlkreis Marquette. Sowohl 1949 als auch 1953 konnte er seinen Sitz bei Unterhauswahlen verteidigen. Bei der Wahl vom 10. Juni 1957 wurde Garson abgewählt. Er zog sich aus der Politik zurück und praktizierte bis 1971 wieder als Rechtsanwalt.